# Uriel Waldo Cutler
Uriel Waldo Cutler (ur. 1854, zm. 1936) – amerykański pisarz, autor opracowania cyklu arturiańskiego, który oparł na średniowiecznym romansie Thomasa Malory'ego.  Był dzieckiem Uriela Cutlera (1822 – 1910) i Susan Edson Lovering Cutler (1827 – 1907). Opracował też edytorsko pisma Benjamina Franklina.